# Zugeschriebene Position
Mit zugeschriebene Position und zugeschriebener Status werden innerhalb des gesellschaftlichen Systems hauptsächlich der sozial anerkannte Status oder die sozial festgelegte Rolle eines Menschen bezeichnet mit oder ohne Bezug auf persönliche Leistungen. Allerdings können in bestimmten Fällen auch persönliche Leistungsmerkmale wie etwa der allgemeine Gesundheitszustand oder spezielle organische Leiden aufgrund gesellschaftlicher Zuschreibung bestimmt werden.(a) Als synonym für den persönlichen Status kann die Bezeichnung homo sociologicus angesehen werden. Hier werden zugeschriebene Werte allerdings von außen auferlegt, während andererseits „gesellschaftliche Positionen“ auch aufgrund des eigenen Selbstwertgefühls angestrebt werden können und sollen.(a)

## Position und Status
Position und Status haben weitgehend ähnliche Bedeutungen. Karl-Heinz Hillmann (1938–2007) ist allerdings der Auffassung, dass die Bezeichnung „Position“ gegenüber der wörtlichen Übersetzung der englischen Status-Benennung „ascribed status“ als die umfassendere anzusehen ist, da sie auch die soziale Rolle mit einschließt.(b) Andererseits spricht Hillmann auch von einem Positionsstatus im Gegensatz zu einem persönlichkeitsbestimmten Status.(c) Hierbei scheint wieder der Begriff „Status“ als der übergeordnete verwendet zu werden. Der Positionsstatus wird offensichtlich als konstanter Status mit der Ausübung einer festen und vergleichbaren beruflichen Position verknüpft, während unterschiedliche Merkmale wie Einkommens-, Konsum-, Bildungs- und gesundheitlicher Status schwerer zu gewichten sind.
Auch aus anderer Quelle gehen die Unterschiede zwischen Position und Status in ähnlicher Weise hervor. Gegenüber dem Status wird die berufliche „Position“ bei einem Vergleich der Bedeutungen hervorgehoben. Mit dem Begriff der Position wird auch die Situation und Lage beschrieben, in der sich jemand im Verhältnis zu einem anderen befindet, womit gleichzeitig auch eine Werteskala gemeint sein kann (berufliche oder sportliche Rangordnung).(a) „Status“ drückt dagegen eher sozial unterschiedliche Faktoren wie „Rasse, Bildung, Geschlecht, Einkommen u. a.“ aus, die als bedeutsam für die Bewertung der Stellung des Einzelnen in der Gesellschaft gehalten werden. „Status“ kennzeichnet auch den allgemeinen Gesundheits- oder Krankheitszustand sowie den augenblicklichen Krankheitszustand in der akuten Phase einer Erkrankung (status praesens, status quo). Auch die selbst gewünschte und angestrebte gehobene Lage, mit der die Zugehörigkeit zu einer bestimmten Gesellschaftsschicht nach außen dargestellt werden soll, wird mit „Status“ bezeichnet (Statussymbol).(b)

## Angeborene und erworbene Zuschreibung
Ein Adelstitel wird etwa bereits durch die Geburt legitimiert (angeborene Zuschreibung). Auch biologische Merkmale wie z. B. Mann, Frau, Kind, Erwachsener führen vielfach zu entsprechenden sozialen Positionen. Im Gegensatz dazu kann die soziale Position eines Menschen auch durch persönliche Leistung gesellschaftlich zugewiesen bzw. erworben sein wie etwa die berufliche Position durch Ausbildung, Wettbewerbsverhalten usw. (erworbene Zuschreibung).(d) Sie kann in der Bedeutung der wörtlichen Übersetzung des englischen Begriffs als „zugeschriebener Status i. e. S.“ bezeichnet werden. In der Praxis hat diese Unterscheidung nach Georges Devereux (1908–1985) wenig Bedeutung.(b)
In der Praxis kann nicht strikt zwischen dem zugeschriebenen und erworbenen Status unterschieden werden. So haben Verwandtschaft, Herkunft und Ethnizität im Laufe des Lebens Auswirkungen auf die Möglichkeit, Status zu erwerben. Die Staatsangehörigkeit ist zunächst ein zugeschriebener Status (über Herkunft oder Geburtsort), unter Umständen aber ein erworbener Status (Einbürgerung). Der Status, der in Deutschland Menschen mit Migrationsvorgeschichte zugeschrieben wird, ist zugleich durch ihre ethnische bzw. ethnisch-nationale Herkunft beeinflusst.(a) Dies zeigt sich in Begriffen wie „Passdeutscher“ versus „Biodeutscher“(b) und in Phänomenen wie der Diskriminierung aufgrund des Namens.(c) In der Außenwahrnehmung der „neuen Deutschen“ dominiert häufig der zugeschriebene Status über den erworbenen Status.

## Interdisziplinäre Technik
Als interdisziplinäre Wissenschaften müssen die Sozialpsychiatrie und Sozialpsychologie gewisse Grundprobleme der Soziologie und der Psychiatrie bzw. Psychologie gemeinsam erörtern. Das Schlüsselkonzept der Zuweisung hat in der Psychiatrie seinen Niederschlag in dem Begriffen der Attribution und in den entsprechenden Attributionstheorien gefunden. Ähnlich verhält es sich mit der Jurisprudenz als normativer Wissenschaft. Berührungspunkte ergeben sich etwa in der Forensischen Psychiatrie. Die Zuständigkeiten der mit Strafbestimmungen operierenden sanktionierenden Justiz und der therapeutisch orientierten Fächer sind fließend, was sich nicht nur anhand historisch verschiedener Gesellschaftssysteme, sondern auch aus Feststellungen der Ethnopsychiatrie bestätigen lässt, siehe dazu auch die Doppelbedeutung von Sanktion als heilende und strafende Maßnahme (Oppositionswort). Medizinische und psychologische Diagnosen können ebenso wie juristische Urteile und Sanktionen als soziale Zuschreibungen betrachtet werden.(c), (a)
In der Psychiatrie und besonders in der forensischen Psychiatrie werden mit Hilfe von Zwangsbehandlung richterliche und medizinische Instanzen gemeinsam in der begrifflichen Doppelbedeutung von „Sanktion“ tätig, was sich während des Nationalsozialismus in der T4-Aktion als besonders desaströs insofern erwiesen hat, als politische Momente gegenüber medizinischen Maßnahmen die Oberhand gewannen. Auch heute gibt es Fälle, wie den von Gustl Mollath, in denen dieser Verdacht weiter fortbesteht.(a) Gewiss handelte es sich dabei um ein Versagen auf breitester Front, in das nicht nur die Politik, sondern auch die Justiz und die Ärzteschaft einbezogen waren.(b) (c)

## Wandel der Zuschreibungen und Einstellungen
Stabilisierend auf das soziale Gefüge wirkte sich lange Zeit sicher das aus, was Friedrich Nietzsche (1844–1900) als Herrenmoral bezeichnet hat.(e)
Aufgrund eines seit der Aufklärung langsam eingetretenen Wertwandels hat die Bedeutung des erworbenen sozialen Status stetig zugenommen. Im Zuge der Gleichberechtigung nahm die Bedeutung des zugeschriebenen Status i. e. S. dagegen ab. Damit kam es zur Übernahme von Aufstiegsideologien. Sie führten u. a. auch zu einem Wandel der traditionell familienbezogenen zugeschriebenen Position der Frau bzw. zu ihrer vermehrten Einbindung in Ausbildung und Berufstätigkeit. Die Geburtenziffer sank in Deutschland seit 1880 stetig. Dies führte zu einer durchschnittlichen Kinderzahl von heute 1 bis 2 Kindern pro Familie.(b)
Kulturelle Faktoren bestimmen auch den Wandel der zugeschriebenen Position von Jugendlichen. Die Adoleszenz wird in primären Kulturen durch den Initialritus beendet.
Eine andere Art des Wandels und Übergangs ist die von dem US-amerikanischen Soziologen Erving Goffman (1922–1982) vertretene Auffassung, dass persönliche Charaktereigenschaften, ebenso wie strukturelle Merkmale eines Menschen wie etwa des „Berufs“ bereits vom ersten Anblick und Eindruck an mittels Antizipation in eine Art von „virtueller sozialer Identität“ umgeformt werden. Sie sind in der Regel Ausdruck von positiven Erwartungen, die zutreffen können (aktuale soziale Identität) oder aber nicht zutreffen, indem Anspruch und Wirklichkeit sich voneinander unterscheiden. Es gibt jedoch auch negative Zuschreibungen, durch die eine Person herabgemindert bzw. diskreditiert werden kann und somit ihr Ruf beeinträchtigt und befleckt wird. Ein solches negatives Attribut ist das soziale Stigma, der Vorgang der entsprechenden Zuschreibung wird Stigmatisierung genannt. Hierbei werden vielfach noch subtilere Methoden der Diskriminierung angewendet. Beispiele in der Geschichte sind der Hexenwahn oder der Rassismus. – Strukturelle Vorstellungen liegen auch den Überlegungen von Michel Foucault (1926–1984) über den erkennbaren architektonischen Wandel von Institutionen zugrunde wie z. B. der Narrentürme(a), die mit einem Wandel der den Insassen zugeschriebenen Positionen bzw. der ihnen zugeschriebenen gesellschaftlichen Werturteile einhergehen, wie etwa dem Urteil „gemeingefährlich“.(b)